# 墨西拿路

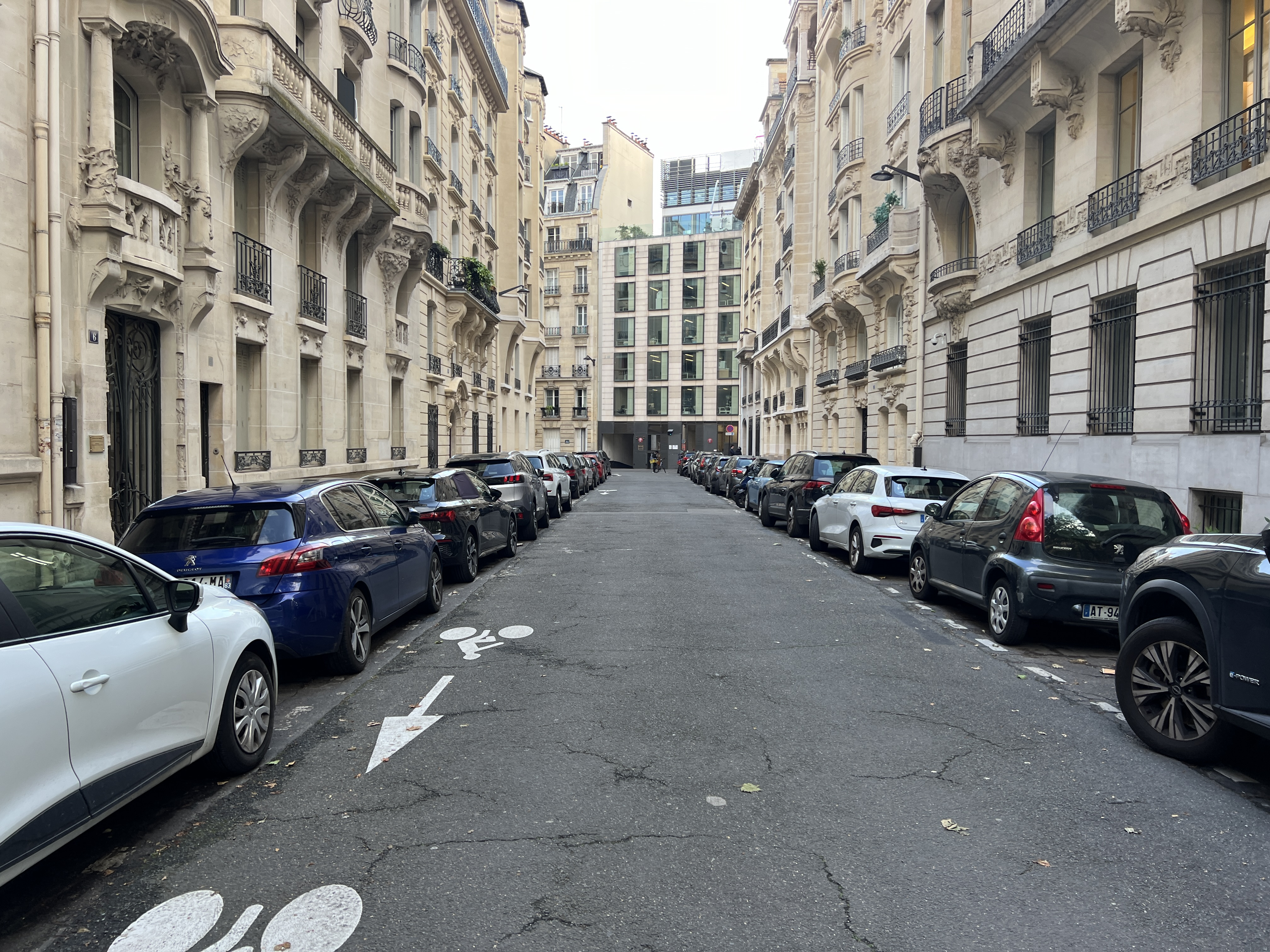
墨西拿路（2024年5月）

墨西拿路（法語：Rue de Messine）是巴黎第八区的一条街道，属于欧洲区的一部分。长94米，宽14米。 它始于兰斯罗医生街14号，止于墨西拿大街（Avenue de Messine）23号。

## 名称
墨西拿路得名于意大利西西里岛首府墨西拿。

## 历史
墨西拿路开辟于1904年。.